# 2023년 우크라이나 역공세
러시아의 우크라이나 침공 기간인 2023년 6월 초부터 우크라이나 군은 전선을 돌파하고 러시아가 점령한 영토를 되찾기 위해 역공세를 개시하였다. 공세는 여러 방향에서 진행되었고, 주공세 지역은 도네츠크주와 자포리자주였다. 우크라이나가 역공세를 계획한 것은 2023년 2월 초까지 거슬러 올라가며, 원래 2023년 3월에 역공세를 개시하려고 계획했다. 그러나 날씨와 우크라이나로의 무기 지원이 지연된 것을 비롯한 다양한 요인으로 공세를 진행하는 것이 안전하지 않다고 판단되자 우크라이나군은 공세를 여름으로 미뤘다. 한편 러시아군은 2022년 11월부터 우크라이나의 반격에 대비하고 있었고 점령한 전 지역에서 우크라이나군의 반격을 지연시키기 위해 도랑, 참호, 거점 포, 그리고 지뢰를 배치한 광범위한 방어구역을 만들었다. 우크라이나군은 역공세 초기에 러시아군의 잘 갖춰진 방어구역을 맞닥뜨려야 했고 이 때부터 러시아군의 방어전략을 평가하고 지뢰를 해체하고 병력을 보존하고 러시아의 군사 자원을 고갈시키기 위해 공세의 속도를 늦추었다. 2023년 9월 25일까지 우크라이나군은 점진적으로 370평방킬로미터의 영토를 수복했는데, 이는 러시아가 2023년 점령한 영토의 절반에 못 미치는 크기였다. 전반적인 역공세에서 우크라이나군은 14개의 마을을 수복했다.
공세는 전반적으로 러시아의 우크라이나 침공 중 벌어졌던 작전 중에서 중요한 것으로 평가받고 있다. 우크라이나 정부 관계자들은 공세가 시간이 걸릴 것이며 사상자가 많을 것이라고 경고했다. 공세가 시작된 지 5개월이 지난 뒤, 핵심적인 우크라이나 관료들과 서방 측 전문가들은 공세가 실패한 것이라고 평가했다. 우크라이나 장군 발레리 잘루주니가 2023년 11월 초 전쟁이 교착 상태에 빠졌다고 이야기했을 때 전문가들은 이 발언을 작전이 실패한 것을 시인한 것이라고 관측했으며, 해당 발언이 있기 몇 주 전부터 내놓은 전문가들의 평가는 더욱 확실하게 역공세가 실패했다고 보았다. 우크라이나군은 우크라이나 장군 올렉산드르 시르스키가 역공세의 최소 목표라고 말했던 토크마크를 점령하지 못했으며, 러시아군을 양분하기 위해 우크라이나군이 초창기 목표로 예상했던 아조프해에 도달하는 것도 성공하지 못했다. 2023년 12월, 세계 각국의 언론은 우크라이나의 역공세를 실패한 것으로 보도하였다.

## 배경

### 전쟁 상황
2022년 헤르손주와 하르키우주에서 우크라이나군은 성공적으로 역공세를 마친 후, 전반적인 우크라이나의 전쟁 상황은 상당히 정체되어 있었으며 2023년 초 주요 전투는 바흐무트 일대에서 벌어졌다.

### 러시아의 방어선 구축
우크라이나에 설치된 러시아 요새는 전략국제연구센터(CSIS)에서 "제2차 세계 대전 이후 유럽에서 가장 광범위한 방어 공사"로 평가했다. 러시아군이 점령지에서 방어를 견고하게 하기 위 군사 방어시설을 공사하기 시작한 것은 2022년 11월 초부터였다. 2023년 4월까지 러시아군은 총 800 km에 달하는 방어 시설을 완공하였다. 러시아가 공사를 완료한 시점에 총 방어 시설의 길이는 약 2,000km에 달했으며, 이 방어선은 우크라이나와 벨라루스의 국경 지대부터 드니프로강 삼각주 지역까지 이어져 있다. 방어 시설은 구덩이, 용치, 참호, 포 거점, 대차량 장벽, 그리고 차량에 대비한 사격 준비 지역으로 구성되어 있다. 러시아는 이와 별도로 최전방 지역에 대전차 지뢰를 깔아 광범위한 지뢰 매설지역을 만들었다. 약 17만 평방킬로미터의 지역에 지뢰가 매설된 것으로 추정되며 이 중에는 돈바스 전쟁 당시 우크라이나군이 매설한 지뢰도 포함되어 있다. 러시아군은 2023년 5월 역공세 지역 근처인 토크마크 인근에 댐과 해자를 만들었다.
자포리자주에 러시아군은 3단계의 방어선을 설치했다. 바실리프카에서 노보페츠리키프카까지의 자포리자주-도네츠크주 주 경계지역이 150km의 1차 방어선이었고, 올린스케에서 카민스카 북쪽까지 이어진 130km의 방어선과 중간중간 큰 마을 주변으로 드문드문 설치된 요새들이 제2차 방어선이었다. 제1차 방어선은 30km 이내에 있는 포 거점들이 지원할 수 있는 지역 다양한 대기동 저지 방벽과 보병 참호들로 구성되어 있었다. 제2차 방어선은 제1차 방어선과 유사했지만 러시아군이 반격작전을 수행할 수 있도록 양 측면을 보호하는 역할을 했다. 제3차 방어선은 우크라이나군의 승리에 대비해 러시아 거점을 보존하기 위한 임시방편이었다. 이 지역은 우크라이나 전체에서 가장 요새화된 지역으로 예상된다. 헤르손주에서는 크림반도와 드니프로강을 방어하기 위해 방어선을 설치했으며 수 킬로미터마다 방어 참호를 설치했다. 이는 크림 반도와 드니프로강 일대로의 상륙 작전을 막기 위함이었다. 도네츠크주는 시가를 포함해 5km마다 방어시설을 설치했으며, 주 전체에 배치된 방어시설 중 76%가 2022년 이전부터 설치된 것이었다. 주요 방어시설은 올린카, 도네츠크, 마키이우카, 호를리우카에 집중되어 있었다.

## 서막

### 작전 입안
2023년 2월, 우크라이나와 서방 관계자들은 2023년 봄에 시작될 역공세에 대해 논의하기 시했고, 우크라이나군은 NATO로부터 군사 훈련을 받고 있었고 M1 에이브럼스와 레오파르트 2 전차를 비롯한 서방의 장비를 기대하고 있었다. 우크라이나는 2023년 새로운 부대를 창설하기도 했다. 우크라이나의 신설 부대는 원래 모두 서방제 무기를 갖춰야 했지만, 제31기계화여단이나 제32기계화여단 같은 일부 부대들은 AKM이나 T-64 전차와 같은 구식 장비로 무장하고 있었다. 우크라이나군의 역공세가 지연된 또 다른 이유에는 2022년~2023년 미국 국방부 문서 유출이 있었고, 우크라이나군에 대한 미국의 민감한 정보가 2023년 4월까지 유출되면서 우크라이나는 군사 계획을 일부 수정했다. 그러나 우크라이나 관리들은 이번 사건을 무시하고 반격을 계획하고 있다고 밝혔다. 2023년 5월, 우크라이나는 예상되는 반격 준비를 마무리하기 시작했고 언제 반격이 시작될지는 명시적으로 발표하지 않았다.
일반적으로 우크라이나의 역공세가 봄에 시작될 것이라는 견해가 우세했지만, 실제 공세는 봄에 이루어지지 않았다. 볼로디미르 젤렌스키 우크라이나 대통령은 우크라이나가 충분한 서방의 물자를 공급받지 못했고, 서방의 우크라이나 군사훈련도 아직 끝나지 않았다고 설명했다. 5월이 되자 젤렌스키 대통령은 서방의 무기 인도가 지연되면서 반격을 시작할 준비가 됐다고 생각하지 않았다. 젤렌스키는 "훨씬 더 일찍" 반격을 시작하기를 원했고, 러시아가 점령지를 강화할 수 있는 기회를 제공했다고 말했다. 게다가 날씨는 반격을 지연시키는 중요한 요인이었는데, 당시 우크라이나는 라스푸티차(진해기)를 겪고 있었기 때문에 전차와 같은 차량의 이동이 어려웠다.

### 예비 작전
반격이 시작되기 전 몇 달 동안, 우크라이나군은 러시아의 방어를 시험하고 러시아 점령 지역의 깊숙한 곳에 있는 병참과 공급망을 약화시키기 위해 "작전 구성"에 참여했다. 서방의 매체에 따르면 우크라이나군은 50,000명에서 60,000명의 병력을 보유하고 있었고 이들을 12개의 여단으로 조직했다. 이들 중 3개의 여단은 우크라이나에서 훈련을 받았고, 나머지 9개 여단은 미국에서 훈련을 받은 뒤 미국제 장비로 무장했다. 2023년 5월 12일 우크라이나군은 바흐무트에서 북서쪽으로 4km 떨어진 베르키우스케 저수지 남에서 러시아군을 몰아내는데 성공했으며, 5월 말에는 러시아군을 바흐무트 남쪽 교외에서 격퇴시켰다. 바흐무트 일대에서 우크라이나군이 벌인 또 다른 대공세는 2023년 6월 5일 벌어졌는데 우크라이나군이 바흐무트 북쪽의 베르키우카를 탈환한 것으로 알려졌다. 우크라이나군은 2023년 6월 초 바흐무트의 측면에 있는 여러 지역에서 공세를 개시했다.
2023년 6월 3일부터 자포리자주에서 우크라이나군 제37해병여단이 노보도네츠케 방면으로 느리지만 꾸준히 진격했다. 기갑부대의 지원 없이 제37해병여단의 포병의 지원으로 친러시아 민병대인 보스토크 대대를 격퇴시키는데 성공했고 이후 병력수송장갑차의 지원으로 러시아 포병 부대의 범위에서 벗어난 해병여단은 전선으로 빠르게 이동할 수 있었다. 2023년 6월 3일 젤렌스키 대통령은 역공세를 개시할 준비가 되었다고 말했다. 다음 날인 6월 4일, 우크라이나군은 군사 작전에 대한 의심을 막기 위해 작전 상 침묵을 선언했다.

## 역공세

### 드니프로 전선
2023년 6월 6일 카호우카 댐이 파괴되었고, 드니프로강 하류 지역이 범람하고 크림반도의 용수 보급이 줄어들었다. 많은 전문가들은 러시아군이 우크라이나군의 공세를 저지하기 위해 댐을 폭파한 것이라고 보고 있다. 우크라이나군은 드네프르강 삼각주에 있는 섬들을 탈환할 계획을 세우고 있었는데, 그들이 러시아의 군사 활동을 관찰할 수 있는 좋은 장소를 제공했기 때문이었고, 반격에 앞서 그 장소를 확보하기 시작했다. 전술 부대는 이전에 러시아군 방어선에 대한 정찰과 표적 작전을 수행했다. 그러나 댐 파괴로 인해 이러한 계획들이 크게 차질을 빚었고, 이는 전체적인 반격에 영향을 미쳤다.
6월 26일, 친러시아 텔레그램 채널들은 우크라이나군이 교두보를 마련하기 위해 드니프로강을 건너 다치 지역을 점령했다고 주장했다.6월 29일, 러시아가 헤르손주를 점령한 이후 임명한 헤르손 주지사 블라디미르 살도 총독은 헤르손 의용 민병대 바실리 마르겔로프가 안토니우스키 다리로 파견되어 BAR 분견대와 함께 전투 작전을 수행하고 있다고 밝혔다. 다치 섬과 그 섬이 위치한 안토니우스키 섬을 위한 전투는 7월 11일까지 계속되었고, 러시아군은 "정당화되고 계산" 행동이라고 주장하며 그들의 위치를 포기했다.

### 결과
2023년 6월 무렵 우크라이나의 역공세가 시작된 지 5개월이 지난 2023년 11월, 우크라이나군은 약 370평방킬로미터의 영토를 확보했고, 크림반도와 흑해 일대의 러시아군을 상대로 성공적으로 작전을 수행했다. 그러나 우크라이나군은 올렉산드르 시르스키 장군이 최소 목표로 설정했던 토크마크에 도달하지 못했고, 러시아군을 양분하기 위해 우크라이나군이 초창기 목표로 예상했던 아조프해에 도달하는 것도 성공하지 못했다. 우크라이나군 총사령관 발레리 잘루주니는 2023년 11월 초 전쟁이 교착 상황에 빠졌다고 말했다.
우크라이나의 젤렌스키 대통령은 11월 30일 인터뷰에서 전쟁이 새로운 국면에 접어들었다고 밝혔고 공세의 결과에 대한 질문에서는 모호한 답변을 내놓았다. 2023년 12월 다수의 언론은 우크라이나가 역공세를 통해 얻은 영토가 적고 전략적 목표를 달성하지 못한 점을 언급하며 우크라이나의 역공세가 실패한 공세라고 보도하고 있다.

## 후방 전선

### 크림반도와 흑해
7월 30일, 크림반도와 러시아가 점령한 우크라이나 남부 지역을 연결하는 주요 철도인 촌하르 철교가 우크라이나군에 의해 심각하게 손상되어 운행이 불가능해진 것이 확인되었다. 8월 6일, 헤르손 주 러시아 점령지 총독인 블라디미르 살도에 따르면, 헤르손의 헤니체스크 해협을 아라바트 사주와 연결하는 도로 교량인 또 다른 교량이 우크라이나 미사일 여러 발에 피격되었다. 이 다리는 촌하르 교량을 대체하여 헤르손으로 향하는 러시아 보급의 주요 경로였으며, 이번 공격으로 일부가 붕괴되어 운행 불능 상태가 되었다. 살도는 8월 17일 해당 교량이 다시 가동되어 통행이 재개되었다고 발표했다.
8월 23일, 러시아 정보총국은 헤르손에서 남쪽으로 120km 떨어진 크림반도 올레니우카에 있는 러시아 S-400 미사일 시스템이 우크라이나 미사일에 피격되어 완전히 파괴되고 인근에 있던 러시아 군인 여러 명이 사망하는 영상을 공개했다. 8월 24일, 우크라이나 국방부 정보총국은 타르한쿠트반도의 마야크와 올레니우카 마을 근처에서 우크라이나 인력의 수륙양용 상륙 및 공수 작전이 포함된 특수 작전에 공군과 해군 정보국이 참여했다고 발표했다. 정보총국은 작전의 모든 목표가 달성되었고, 러시아군은 사상자를 냈으며, 우크라이나 국기가 다시 크림반도에 게양되었다고 발표했다.
8월 27일, 영국 국방부는 흑해의 석유 플랫폼 주변에서 우크라이나 해군 병력과 러시아 공군 부대 간에 일련의 교전이 발생했다고 보고했다. 이전에도 러시아와 우크라이나 병력이 이 플랫폼에 주둔해 있었고, 러시아가 통제하는 여러 플랫폼이 우크라이나 미사일에 피격되었다. 9월 11일, 우크라이나 국방부 정보총국은 해상 "보이코 리그스" 중 두 곳인 페트로 호도발레츠와 우크라이나(2014년 러시아 점령 당시 타브리다현으로 개명)를 탈환했다고 보고했다. 이 시추 플랫폼은 2015년부터 러시아군에 점령되어 있었다. 작전 중 리그의 네바 레이더 기지와 일부 러시아 인력이 포획되었고, 우크라이나 인력을 쫓아내기 위해 파견된 SU-30은 손상을 입었다.
9월 13일, 우크라이나는 세바스토폴의 세브모르자보드 건조 도크에 순항미사일을 발사했다. 영상에 따르면 이 공격으로 킬로급 잠수함인 로스토프온돈이 작전 불가능할 정도로 심하게 손상되어 더 이상 항해할 수 없게 되었다. 러시아 해군은 잠수함을 수리하겠다고 다짐했지만, 킬로급 잠수함을 수리할 수 있는 충분한 수리 시설은 레닌그라드 해군 기지에만 있으며, 침공 이후 해협의 체제에 관한 몽트뢰 협약에 따라 보스포루스 해협의 군함 통행이 중단되어 잔해를 옮길 방법이 없다. 공격에 사용된 스톰 섀도 미사일은 탠덤 탄두를 사용하여 첫 번째 탄두가 비교적 작은 구멍을 뚫고 두 번째 훨씬 큰 탄두가 잠수함 내부에 폭발하도록 설계되어 잠수함 내부 손상이 외부 손상보다 심하다. 따라서 포브스 군사 특파원 데이비드 액스는 러시아가 잠수함을 수리하겠다는 주장을 "웃기는 소리"라고 평가했다. 또한 이 공격으로 로푸차급 상륙정인 러시아 상륙함 민스크가 파괴되었고, 건조 도크와 수리 시설은 무기한 작동 불능 상태가 되었다.
9월 14일, 우크라이나군 전략 통신부는 크림반도 옙파토리야 근처에서 러시아 S-400 지대공 미사일 포대가 넵튠 순항미사일 2발에 피격되어 파괴되었다고 발표했다.
9월 15일, 22160형 순찰함 2척이 우크라이나 해군 드론에 피격되어 심각한 손상을 입었고, 두 함정 모두 항구로 돌아가야 했다.
9월 22일, 우크라이나는 러시아 흑해 함대 본부를 공격했다. 우크라이나 국방부 정보총국은 이 작전으로 러시아 지휘부가 효과적으로 무력화되어 "함대 고위 지휘부 포함" 수십 명의 고위 장교들이 사망했다고 보고했다.
10월 4일, 우크라이나 국방부 정보총국은 크림반도에서 공습 작전을 수행했으며, 러시아 진지에 사격하는 요원들의 영상을 공개했다. 러시아 국방부는 제트스키와 쾌속정을 포함한 타르한쿠트반도에 대한 우크라이나의 공습이 러시아 공군에 의해 격퇴되었다고 밝혔다. 러시아 군사 블로거들은 우크라이나가 사상자를 냈지만 러시아군은 사망자가 없었다고 주장했다.
크림반도와 러시아 남부, 그리고 러시아 점령지 우크라이나에 폭풍 베티나가 강타하여 최소 4명이 사망하고 12명이 부상했으며, 50만 명 이상이 정전되었다. 또한 이 폭풍으로 러시아 해안 방어 진지의 대부분이 유실되어 반도가 우크라이나의 침입에 취약해졌다.

### 기타 지역
6월 30일, 우크라이나군은 10발의 스톰 섀도 미사일로 베르댠스크 공항의 러시아군 본부와 연료 및 윤활유 창고를 공격했다고 주장했다. 이 공항은 2023년 우크라이나 역공세에 대항하는 러시아 헬리콥터들이 사용해왔으며, 2주 전 위성 이미지에 따르면 29대의 헬리콥터가 이곳에 주둔하고 있었다. 러시아군은 최소 1발의 미사일을 격추했다고 주장했다.
7월 11일, 올레그 초코프 중장은 자포리자 지역의 스톰 섀도 미사일 공격으로 사망했다. 그는 러시아 남부군관구의 부사령관이었으며, 이로써 그는 전쟁 중 사망한 러시아 장교 중 최고위급이 되었다.
8월 19일, 이반 페도로우와 우크라이나 국방부 정보총국은 러시아가 설치한 에네르호다르 점령지 경찰서장 파벨 체사노프 대령의 본부에서 폭발이 일어났다고 보고했다. 이로 인해 체사노프와 다른 고위 장교 여러 명이 헬리콥터를 통해 러시아로 의료 대피해야 했다.
10월 4일, 우크라이나 참모부는 러시아군이 벨고로드주에서 하르키우주로 국경을 넘어 지비네 마을 근처로 진입하려는 시도를 격퇴했다고 보고했다.
10월 17일, 우크라이나 국방부 정보총국은 "드래곤플라이 작전"을 통해 베르댠스크 공항과 루한스크 국제공항에 대한 MGM-140 ATACMS 미사일 공격으로 9대의 헬리콥터, 대공 방어 시설, 연료 및 탄약 저장고가 파괴되었으며, 수십 명의 러시아 인원이 사망하거나 부상했다고 보고했다.
11월 27일, 우크라이나 국가안보 및 국방위원회 서기인 올렉시 다닐로프는 지난 몇 달 동안 러시아 정보기관이 일련의 러시아 잠복 요원들을 활성화하여 우크라이나를 불안정하게 만들고 전쟁에 대한 민간인 여론을 분열시키려 했으며, 특히 우크라이나 여성 인구와 현역 군인 친척들을 대상으로 삼았다고 밝혔다. 다닐로프는 또한 이들 요원들이 소련의 붕괴 이후부터 우크라이나에 있었으며, 모스크바에 충성하는 많은 소련 정보 자산들이 우크라이나 정보기관에 의해 추적되지 않았다고 언급했다.

## 전력

### 군인
2023년 6월 13일 프랑스 싱크탱크인 전략 연구를 위한 기관의 연구자 필립 그로스에 따르면 러시아군과 우크라이나군의 전체 병력에는 다소 동등성이 있으며, 러시아군의 전체 병력은 350,000명에서 400,000명으로 추산되고 우크라이나군의 전체 병력은 이보다 조금 많을 것으로 추산되었다. 총 12개의 우크라이나 여단은 35,000명의 병력으로 추산되며 이번 역공세를 위해 창설되었고 서방제 무기로 무장했다고 판단된다. 미국 국방부는 2023년 8월 1일 공세를 위해 150,000명의 병력을 징집했다고 밝혔다.
우크라이나 정보총국 대변인 바딤 스키비츠키는 2023년 9월 10일 점령당한 우크라이나 영토에 420,000명의 러시아군이 주둔하고 있다고 보고했으며 이 수치는 친러시아 민병대가 포함되지 않은 수치이다. 같은 날인 2023년 9월 10일 러시아 국방부 장관 러스템 우메로프는 100만 명의 우크라이나 군이 있으며 이 중 80만 명이 군에서 복무 중이지만 이들 중 전부가 역공세에 참여한 것은 아니라고 밝혔다.

### 장비
2023년 9월 1일, 에스토니아 국방군 정보부 사령관인 마르고 그로스버그 대령은 인터뷰에서 우크라이나의 포병부대가 러시아의 포병부대와 같거나 심지어 더 낫다고 말했다. 세르히이 바라노프 준장도 인터뷰에서 우크라이나 포병들이 러시아의 포병들에 대항하여 "대포대 능력에서 동등함을 달성했다"고 말했다.

## 같이 보기
- 헤르손 군민행정부
- 2022년 우크라이나 동부 역공세
- 2022년 우크라이나 남부 역공세

### 참조주
1. ↑  “Russia claims to have thwarted 'large-scale' Ukraine attack”. 《Al Jazeera》. 2023년 6월 5일. 2023년 6월 5일에 원본 문서에서 보존된 문서. 2023년 6월 5일에 확인함.
2. ↑  Hird, Karolina; Barros, George; Mappes, Grace; Wolkov, Nicole; Clark, Mason; Kagan, Fredrick W. “Russian Offensive Campaign Assessment, June 8, 2023”. 《Institute for the Study of War》. 2023년 6월 9일에 원본 문서에서 보존된 문서. 2023년 6월 9일에 확인함.
3. ↑  Hodge, Nathan; Shukla, Sebastian; Voitovych, Olga; Noor Haq, Sana (2023년 6월 5일). “Ukrainian offensive is 'taking place in several directions,' says official”. 《CNN》 (영어). 2023년 6월 8일에 원본 문서에서 보존된 문서. 2023년 6월 8일에 확인함.
4. ↑  노지원 (2023년 12월 28일). “무기가 없다…우크라, 결국 동부 요충지서 퇴각”. 《한겨레》.
5. ↑  Atwood, Kylie (2022년 11월 21일). “Russia to build attack drones for Ukraine war with the help of Iran, intelligence assessment says”. 《CNN》 (영어). 2022년 11월 29일에 확인함.
6. ↑  “US sanctions Chinese companies for supplying parts used in Iranian drones”. 《Financial Times》. 2023년 3월 9일. 2023년 3월 10일에 확인함.
7. ↑  Nissenbaum, Dion (2023년 6월 12일). “Chinese Parts Help Iran Supply Drones to Russia Quickly, Investigators Say”. 《The Wall Street Journal》 (미국 영어). ISSN 0099-9660. 2023년 6월 22일에 확인함.
8. ↑  Mozur, Paul; Krolik, Aaron; Bradsher, Keith (2023년 3월 21일). “As War in Ukraine Grinds On, China Helps Refill Russian Drone Supplies”. 《The New York Times》 (미국 영어). ISSN 0362-4331. 2023년 3월 23일에 확인함.
9. ↑  Swanson, Ana; Ismay, John (2023년 6월 23일). “Chinese Firm Sent Large Shipments of Gunpowder to Russian Munitions Factory”. 《The New York Times》 (미국 영어). ISSN 0362-4331. 2023년 6월 24일에 확인함.
10. ↑  Pohorilov, Stanislav (2023년 1월 24일). “Belarus produces "dragon's teeth" for Russian army”. Ukrainska Pravda.
11. ↑  서희원 (2023년 12월 27일). ““'유령선' 북한-러시아 수차례 오갔다…무기 거래 정황””. 《전자신문》. 2023년 12월 31일에 확인함.
12. ↑  “Live updates: Ukraine launches counteroffensive against Russia”. 《The Washington Post》 (영어). 2023년 6월 8일. 2023년 6월 8일에 원본 문서에서 보존된 문서. 2023년 6월 8일에 확인함.
13. ↑  Schmidt, Samantha (2023년 6월 8일). “Ukrainian military begins counteroffensive to oust Russian occupiers”. 《The Washington Post》 (미국 영어). ISSN 0190-8286. 2023년 6월 8일에 원본 문서에서 보존된 문서. 2023년 6월 8일에 확인함.
14. ↑  Schmitt, Eric; Kurmanaev, Anatoly; Kramer, Andrew E. (2023년 6월 8일). “U.S. Official Says Ukrainian Attack in South Appears to Be a Main Thrust of Counteroffensive”. 《The New York Times》 (미국 영어). ISSN 0362-4331. 2023년 6월 9일에 원본 문서에서 보존된 문서. 2023년 6월 8일에 확인함.
15. ↑  “Ukraine begins counteroffensive against Russia, officials say”. 《ABC News》 (영어). 2023년 6월 8일에 원본 문서에서 보존된 문서. 2023년 6월 8일에 확인함.
16. ↑  Sanchez, Raf; Parafeniuk, Anastasiia; O'Reilly, Bill (2023년 6월 8일). “Ukraine launches counteroffensive against Russia”. 《NBC News》. 2023년 6월 8일에 원본 문서에서 보존된 문서. 2023년 6월 8일에 확인함.
17. 1 2  Van Brugen, Isabel (2023년 2월 21일). “Ukraine Reveals When Counteroffensive Against Russia Will Begin”. 《Newsweek》. 2023년 2월 21일에 원본 문서에서 보존된 문서. 2023년 6월 19일에 확인함.
18. 1 2 3  Copp, Tara (2023년 5월 19일). “Why Ukraine's counteroffensive against Russia still hasn't begun”. 《PBS》. 2023년 5월 20일에 원본 문서에서 보존된 문서. 2023년 5월 19일에 확인함.
19. 1 2  Bachega, Hugo (2023년 5월 11일). “Zelensky says Ukraine needs more time for counter-offensive”. 《BBC》. 2023년 5월 11일에 원본 문서에서 보존된 문서. 2023년 8월 1일에 확인함.
20. 1 2  Burnett, Erin; Pomrenze, Yon; Krever, Mick; Butenko, Victoria (2023년 7월 5일). “Exclusive: Zelensky says he wanted counteroffensive to start 'much earlier' to pre-empt Russian defenses”. 《CNN》. 2023년 7월 6일에 원본 문서에서 보존된 문서. 2023년 7월 13일에 확인함.
21. 1 2 3 4  Miller, Christopher (2023년 5월 31일). “Military briefing: how Russia is fortifying its frontline for Ukraine's counteroffensive”. 《Financial Times》. 2023년 7월 13일에 확인함.
22. 1 2  Jones, Palmer & Bermudez Jr. 2023.
23. 1 2 3  Pietralunga, Cédric; Grynszpan, Emmanuel (2023년 6월 14일). “An area the size of Florida has been landmined by Russia in Ukraine”. 《Le Monde》. 2023년 6월 14일에 원본 문서에서 보존된 문서. 2023년 7월 13일에 확인함.
24. ↑  Holder, Josh (2023년 9월 28일). “Who's Gaining Ground in Ukraine? This Year, No One.”. 《New York Times》. 2023년 9월 29일에 원본 문서에서 보존된 문서. 2023년 9월 29일에 확인함.
25. ↑  Vinograd, Cassandra (2023년 6월 21일). “Battling Russia, Ukrainian Leaders Also Fight High Expectations”. 《The New York Times》. 2023년 6월 21일에 원본 문서에서 보존된 문서. 2023년 6월 25일에 확인함.
26. 1 2  Soufi Burridge, Tom (2023년 11월 3일). “Ukraine general's view of war 'stalemate' appears to be recognition of failed counteroffensive: Reporter's Notebook”. 《ABC News》. 2023년 11월 4일에 확인함.
27. 1 2  “Ukraine im Schatten von Nahost - Reisner: Die Gegenoffensive ist gescheitert”. 《ZDF》 (독일어). 2023년 10월 12일. 2023년 10월 13일에 원본 문서에서 보존된 문서. 2023년 10월 13일에 확인함.
28. 1 2  “We are out of schedule – Head of Ukraine's Defence Intelligence”. 《Yahoo News》 (영어). 2023년 10월 12일. 2023년 10월 13일에 원본 문서에서 보존된 문서. 2023년 10월 12일에 확인함.
29. 1 2  Kilner, James (2023년 10월 15일). “Ukraine's counter-offensive is a 'disaster', says former Zelensky adviser”. 《The Telegraph》 (영국 영어). ISSN 0307-1235. 2023년 10월 18일에 확인함.
30. 1 2 3  Pietralunga, Cédric (2023년 10월 25일). “Pourquoi la contre-offensive de l'Ukraine est en échec”. 《Le Monde》 (프랑스어). 2023년 10월 26일에 원본 문서에서 보존된 문서. 2023년 10월 26일에 확인함.
31. 1 2  Barnes, Julian E.; Schmitt, Eric; Sanger, David E.; Gibbons-Neff, Thomas (2023년 12월 11일). “U.S. and Ukraine Search for a New Strategy After Failed Counteroffensive”. 《The New York Times》 (미국 영어). ISSN 0362-4331. 2023년 12월 11일에 원본 문서에서 보존된 문서. 2023년 12월 14일에 확인함.
32. 1 2  LaPorta, James; Gaudiano, Nicole (December 2023). “U.S., Ukraine Officials Privately Say Counteroffensive Against Russia Has Failed”. 《The Messenger》. 2024년 1월 6일에 원본 문서에서 보존된 문서. 2023년 12월 12일에 확인함.
33. 1 2  Jaffe, Greg; Ryan, Missy (2023년 12월 4일). “Ukraine's counteroffensive stalls amid Russian defenses”. 《The Washington Post》. 2023년 12월 4일에 원본 문서에서 보존된 문서. 2023년 12월 12일에 확인함.
34. 1 2  Stewart, Ryan (November 2023). “How the Ukrainian Counteroffensive Ran Into Trouble”. 《Business Insider》. 2023년 12월 12일에 확인함.
35. 1 2  Ignatius, David (2023년 12월 7일). “The lessons of Ukraine's stalled counteroffensive”. 《The Washington Post》. 2023년 12월 12일에 확인함.
36. 1 2  Page, Lewis (2023년 11월 12일). “Ukraine's counteroffensive has failed — here's why”. 《The Telegraph》. 2023년 12월 12일에 확인함.
37. ↑  Brown, Chris (2022년 12월 1일). “Why the battle for the small city of Bakhmut is so important to both Russia and Ukraine”. 《cbc.ca》. 2022년 12월 2일에 원본 문서에서 보존된 문서. 2023년 6월 8일에 확인함.
38. ↑  Jones, Palmer & Bermudez Jr. 2023, 1쪽.
39. ↑  “Russia constructs 800 km of defensive lines to head off Ukrainian counteroffensive”. 《El País》. 2023년 4월 17일. 2023년 5월 22일에 원본 문서에서 보존된 문서. 2023년 6월 10일에 확인함.
40. ↑  Jones, Palmer & Bermudez Jr. 2023, 3쪽.
41. 1 2  Bailey, Riley; Wolkov, Nicole; Barros, George; Stepanenko, Kateryna; Evans, Angelica; Kagan, Frederick W. (2023년 6월 29일). “Russian Offensive Campaign Assessment, June 29, 2023”. 《Institute for the Study of War》. 2023년 6월 30일에 확인함.
42. ↑  Jones, Palmer & Bermudez Jr. 2023, 3-4쪽.
43. ↑  Jones, Palmer & Bermudez Jr. 2023, 5쪽.
44. ↑  Jones, Palmer & Bermudez Jr. 2023, 6쪽.
45. ↑  “Ukraine's military creates new units to equip with Western military hardware”. 2023년 1월 22일.
46. ↑  “There Are Fancy Ukrainian Brigades—Then There's the 31st Mechanized. The Unassuming Unit Just Pulled a Daring Maneuver”. 《Forbes》.
47. ↑  “The Ukrainian Army Apparently Downgraded Its New 32nd Brigade, and Deployed It Somewhere Quiet”. 《Forbes》.
48. ↑  “Ukraine alters counter-offensive plans after document leak - CNN”. 《Reuters》. 2023년 4월 10일. 2023년 4월 10일에 원본 문서에서 보존된 문서. 2023년 7월 13일에 확인함.
49. 1 2 3  Herb, Jeremy (2023년 4월 12일). “'Leaked Pentagon documents suggest US is pessimistic Ukraine can quickly end war against Russia”. 《CNN》. 2023년 6월 3일에 원본 문서에서 보존된 문서. 2023년 6월 9일에 확인함.
50. ↑  “Ukraine says it's wrapping up preparations for counteroffensive”. 《Reuters》. 2023년 4월 28일. 2023년 4월 28일에 원본 문서에서 보존된 문서. 2023년 6월 19일에 확인함.
51. ↑  Sciutto, Jim (2023년 6월 8일). “Ukrainian forces suffer 'stiff resistance' and losses in assault on Russian lines | CNN Politics”. 《CNN》 (영어). 2023년 6월 8일에 원본 문서에서 보존된 문서. 2023년 6월 8일에 확인함.
52. ↑  “How Ukraine is 'shaping' the front ahead of its counteroffensive”. 《Le Monde.fr》 (영어). 2023년 5월 25일. 2023년 6월 8일에 원본 문서에서 보존된 문서. 2023년 6월 8일에 확인함.
53. ↑  Sabbagh, Dan (2023년 6월 3일). “'We will succeed': Zelenskiy says Ukraine ready to launch counteroffensive”. 《The Guardian》. 2023년 6월 8일에 원본 문서에서 보존된 문서. 2023년 6월 9일에 확인함.
54. 1 2  Peleschuk, Dan (2023년 6월 10일). “Ukraine reports 'heavy combat' after Putin says offensive has begun”. 《Reuters》. 2023년 6월 9일에 원본 문서에서 보존된 문서. 2023년 6월 9일에 확인함.
55. ↑  “Ukraine's forces retake about 20 square kilometers of land near Bakhmut – defense official”. 《ukrinform.net》. 2023년 5월 16일. 2023년 5월 20일에 원본 문서에서 보존된 문서. 2023년 6월 11일에 확인함.
56. ↑  “Bakhmut battle rages as Ukraine claims advances, Russian retreat”. 《Al Jazeera》. 2023년 5월 19일. 2023년 6월 8일에 원본 문서에서 보존된 문서. 2023년 6월 11일에 확인함.
57. ↑  “Ukraine retakes part of village near Bakhmut, head of Russia's Wagner says”. 《Reuters》. 2023년 6월 5일. 2023년 6월 5일에 원본 문서에서 보존된 문서. 2023년 6월 5일에 확인함.
58. ↑  “Ukrainian offensive is 'taking place in several directions,' says official”. 《CNN》. 2023년 6월 5일. 2023년 6월 8일에 원본 문서에서 보존된 문서. 2023년 6월 8일에 확인함.
59. ↑  Bailey, Riley; Hird, Karolina; Stepanenko, Kateryna; Wolkov, Nicole; Kagan, Fredrick W. “Russian Offensive Campaign Assessment, June 5, 2023”. 《Institute for the Study of War》. 2023년 6월 6일에 원본 문서에서 보존된 문서. 2023년 6월 6일에 확인함.
60. ↑  “Russian Offensive Campaign Assessment, June 7, 2023”. 《ISW》. 2023년 6월 7일. 2023년 6월 9일에 원본 문서에서 보존된 문서. 2023년 6월 11일에 확인함.
61. ↑  Axe, David (2023년 6월 6일). “At The Bleeding Edge Of Ukraine's Counteroffensive, The Ukrainian Marine Corps Switches Up Its Tactics”. 《Forbes》. 2023년 6월 10일에 확인함.
62. ↑  “Zelenskiy says Ukraine ready to launch counteroffensive”. 《Reuters》 (영어). 2023년 6월 3일. 2023년 6월 10일에 원본 문서에서 보존된 문서. 2023년 6월 8일에 확인함.
63. ↑  “Ukraine military urges 'silence' ahead of expected counteroffensive”. 《Reuters》 (영어). 2023년 6월 4일. 2023년 6월 7일에 원본 문서에서 보존된 문서. 2023년 6월 8일에 확인함.
64. ↑  “Russia shells Ukrainian city inundated by dam collapse after Zelenskyy visits area”. 《AP News》 (영어). 2023년 6월 8일. 2023년 6월 8일에 원본 문서에서 보존된 문서. 2023년 6월 8일에 확인함.
65. ↑  “Russian forces shell Kherson during flood evacuation: Kyiv”. 《Reuters》 (영어). 2023년 6월 8일. 2023년 6월 8일에 원본 문서에서 보존된 문서. 2023년 6월 8일에 확인함.
66. ↑  Glanz, James; Santora, Marc; Pérez-Peña, Richard (2023년 6월 6일). “Internal Blast Probably Breached Ukraine Dam, Experts Say (Cautiously)”. 《The New York Times》 (미국 영어). ISSN 0362-4331. 2023년 6월 7일에 원본 문서에서 보존된 문서. 2023년 6월 7일에 확인함.
67. ↑  Glanz, James; Santora, Marc; Robles, Pablo; Willis, Haley; Leatherby, Lauren; Koettl, Christoph; Khavin, Dmitriy (2023년 6월 16일). “An Inside Job”. 《The New York Times》.
68. ↑  Kakissis, Joanna; Lytvynova, Polina; Harbage, Claire (2023년 6월 22일). “Ukraine's troops long planned their move on Russian forces. Then came the flood”. 《NPR》. 2023년 6월 22일에 원본 문서에서 보존된 문서. 2023년 6월 22일에 확인함.
69. ↑  Harding, Luke (2023년 6월 26일). “Ukrainian troops reportedly reclaim territory in Kherson province”. 《The Guardian》.
70. ↑  Bailey, Riley; Stepanenko, Kateryna; Barros, George; Evans, Angelica; Kagan, Frederick W. “Russian Offensive Campaign Assessment, July 11, 2023”. 《Institute for the Study of War》. 2023년 7월 12일에 확인함.
71. ↑  Cotovio, Vasco; Pleitgen, Frederik; Hodge, Daniel; Gak, Konstyantyn; Kesaieva, Yulia (2023년 9월 23일). “Ukrainian forces have broken through in Verbove, top general says”. 《CNN》. 2023년 11월 27일에 확인함.
72. ↑  Jordan, James; Kullab, Samya; Novikov, Illia (2023년 12월 1일). “The AP Interview: Ukraine's Zelenskyy says the war with Russia is in a new phase as winter looms”. 《AP News》. 2023년 12월 1일에 확인함.
73. ↑  Hird, Karolina; Barros, George; Mappes, Grace; Clark, Mason. “Russian Offensive Campaign Assessment, July 31, 2023”. 《Institute for the Study of War》. 2023년 8월 1일에 원본 문서에서 보존된 문서. 2023년 8월 1일에 확인함.
74. ↑  Bailey, Riley; Barros, George; Wolkov, Nicole; Harward, Christina; Stepanenko, Kateryna; Kagan, Frederick W. “Russian Offensive Campaign Assessment, August 6, 2023”. 《Institute for the Study of War》. 2023년 8월 12일에 원본 문서에서 보존된 문서. 2023년 8월 7일에 확인함.
75. ↑  Bailey, Riley; Mappes, Grace; Evans, Angelica; Harward, Christina; Kagan, Frederick W. “Russian Offensive Campaign Assessment, August 17, 2023”. 《Institute for the Study of War》. 2023년 8월 18일에 원본 문서에서 보존된 문서. 2023년 8월 18일에 확인함.
76. ↑  Stepanenko, Kateryna; Bailey, Riley; Wolkov, Nicole; Evans, Angelica; Mappes, Grace; Kagan, Frederick W. “Russian Offensive Campaign Assessment, August 23, 2023”. 《Institute for the Study of War》. 2023년 8월 24일에 원본 문서에서 보존된 문서. 2023년 8월 24일에 확인함.
77. ↑  “Kyiv says its troops land in Crimea on Ukraine Independence Day”. 《I24news》. 2023년 8월 24일. 2023년 8월 24일에 원본 문서에서 보존된 문서.
78. ↑  S.A, Telewizja Polska. “Ukrainian Military Intelligence: Successful Airborne Operation in Crimea”. 《tvpworld.com》. 2023년 8월 24일에 원본 문서에서 보존된 문서.
79. ↑  Peleschuk, Dan (2023년 8월 24일). “Ukraine says it launched 'special operation' in Russian-occupied Crimea”. 《로이터》. 2023년 8월 24일에 원본 문서에서 보존된 문서. 2023년 8월 24일에 확인함.
80. ↑  Stepanenko, Kateryna; Bailey, Riley; Wolkov, Nicole; Evans, Angelica; Kagan, Frederick W. “Russian Offensive Campaign Assessment, August 27, 2023”. 《Institute for the Study of War》. 2023년 10월 21일에 원본 문서에서 보존된 문서. 2023년 8월 28일에 확인함.
81. ↑  “Ukraine snatches back control of offshore rigs in Black Sea following special raid”. 《우크린포름》. 2023년 9월 11일. 2023년 9월 14일에 원본 문서에서 보존된 문서. 2023년 9월 11일에 확인함.
82. ↑  Brown, Steve (2023년 9월 19일). “ANALYSIS: Destruction of Russia's Kilo Class Submarine Unique in More Ways Than One”. 《키이우 포스트》. 2023년 9월 24일에 원본 문서에서 보존된 문서. 2023년 9월 25일에 확인함.
83. ↑  Axe, David (2023년 9월 18일). “A Ukrainian Cruise Missile With A Special Warhead Blew Up That Russian Submarine From The Inside”. 《포브스》. 2023년 11월 23일에 원본 문서에서 보존된 문서. 2023년 9월 25일에 확인함.
84. ↑  Bailey, Riley; Mappes, Grace; Wolkov, Nicole; Evans, Angelica; Kagan, Frederick W. “Russian Offensive Campaign Assessment, September 13, 2023”. 《Institute for the Study of War》 (영어). 2023년 10월 15일에 원본 문서에서 보존된 문서. 2023년 9월 14일에 확인함.
85. ↑  Bailey, Riley; Wolkov, Nicole; Mappes, Grace; Harward, Christina; Frederick W., Kagan. “Russian Offensive Campaign Assessment, September 14, 2023”. 《Institute for the Study of War》 (영어). 2023년 9월 15일에 원본 문서에서 보존된 문서. 2023년 9월 15일에 확인함.
86. ↑  Khalilova, Dinara (2023년 9월 14일). “Military: Ukrainian strike damages 2 Russian ships in Black Sea”. 《키이우 독립》. 야후! 뉴스. 2023년 9월 17일에 원본 문서에서 보존된 문서. 2023년 9월 15일에 확인함.
87. ↑  Danylov, Oleg (2023년 9월 15일). “Ukrainian naval drones hit two Russian Vasiliy Bykov-class ships”. 《mezha.media》. 2023년 9월 17일에 원본 문서에서 보존된 문서. 2023년 9월 15일에 확인함.
88. ↑  Havrylets, Serge (2023년 9월 14일). “Stratcom: Ukraine damages two Russian patrol ships in the Black Sea”. 《유로마이단 프레스》. 2023년 9월 17일에 원본 문서에서 보존된 문서. 2023년 9월 15일에 확인함.
89. ↑  “Russia says a Ukrainian missile hit its Black Sea Fleet headquarters and a serviceman is missing”. 《NBC》. AP (통신사). 2023년 9월 22일. 2023년 11월 6일에 원본 문서에서 보존된 문서. 2023년 9월 23일에 확인함.
90. ↑  Sackur, Leila (2023년 9월 23일). “Senior leadership among those killed in strike on Russia's Black Sea Fleet, Ukraine says”. 《NBC》. 2023년 11월 6일에 원본 문서에서 보존된 문서. 2023년 9월 23일에 확인함.
91. ↑  “What we know so far about Ukraine's attack on Russia's Black Sea Fleet headquarters”. 《메두자》. 2023년 10월 2일에 원본 문서에서 보존된 문서. 2023년 9월 23일에 확인함.
92. ↑  Amran, Rachel (2023년 9월 23일). “UPDATE: 9 people killed, 16 injured in Ukrainian attack against Russia's Black Sea Fleet headquarters”. 《키이우 독립》. 2023년 11월 10일에 원본 문서에서 보존된 문서. 2023년 9월 23일에 확인함.
93. 1 2  Hird, Karolina; Mappes, Grace; Wolkov, Nicole; Evans, Angelica; Kagan, Frederick W. “Russian Offensive Campaign Assessment, October 4, 2023”. 《Institute for the Study of War》 (영어). 2023년 11월 4일에 원본 문서에서 보존된 문서. 2023년 10월 5일에 확인함.
94. 1 2  Hird, Karolina; Bailey, Riley; Mappes, Grace; Wolkov, Nicole; Barros, George; Clark, Mason. “Russian Offensive Campaign Assessment, November 27, 2023”. 《Institute for the Study of War》. 2023년 11월 28일에 원본 문서에서 보존된 문서. 2023년 11월 28일에 확인함.
95. ↑  Stillman, Dan. “Deadly Black Sea storm unleashes giant waves, flooding and heavy snow”. 《워싱턴 포스트》. 2023년 11월 28일에 원본 문서에서 보존된 문서. 2023년 11월 28일에 확인함.
96. ↑  Robertson, Ryan; Spencer, Brian (2023년 11월 27일). “Winter weather walloping Russia's defenses in Crimea”. 《san.com》. 2023년 11월 29일에 원본 문서에서 보존된 문서. 2023년 11월 28일에 확인함.
97. ↑  “powerful storm bettina leaves 50000 crimea residents without electricity viral videos spread online”. 《타임즈 나우》. 2023년 11월 27일. 2023년 11월 27일에 원본 문서에서 보존된 문서. 2023년 11월 28일에 확인함.
98. ↑  “Ukrainian forces say they hit military targets in Russian-occupied Berdiansk”. 《The Kyiv Independent》. 2023년 6월 30일. 2023년 7월 12일에 원본 문서에서 보존된 문서. 2023년 6월 30일에 확인함.
99. ↑  Stefan Korshak (2023년 6월 30일). “Ukraine Slams Russian Helicopter Base in Likely British Storm Shadow Missile Strike”. 《The Kyiv Post》. 2023년 7월 24일에 원본 문서에서 보존된 문서. 2023년 6월 30일에 확인함.
100. ↑  Richard Spencer (2023년 7월 12일). “Ukrainians kill top Russian general with British-supplied missile”. 《타임스》. 2023년 7월 19일에 원본 문서에서 보존된 문서. 2023년 7월 12일에 확인함.
101. ↑  “Another Russian General Killed in Occupied Ukraine”. 《키이우 포스트》. 2023년 7월 11일. 2023년 7월 24일에 원본 문서에서 보존된 문서. 2023년 7월 12일에 확인함.
102. ↑  Wolkov, Nicole; Evans, Angelica; Harward, Christina; Stepanenko, Kateryna; Kagan, Frederick W. “Russian Offensive Campaign Assessment, August 19, 2023”. 《Institute for the Study of War》. 2023년 8월 20일에 원본 문서에서 보존된 문서. 2023년 8월 20일에 확인함.
103. ↑  Khurshudyan, Isabelle; O'Grady, Siobhán. “Ukraine used long-range ATACMS to strike Russian depot and aircraft”. 《워싱턴 포스트》. 2023년 10월 17일에 원본 문서에서 보존된 문서. 2023년 10월 17일에 확인함.
104. ↑  Melkozerova, Veronika (2023년 10월 17일). “Ukraine says it destroyed 9 Russian helicopters in airfield attacks”. 《폴리티코》. 2023년 10월 17일에 원본 문서에서 보존된 문서. 2023년 10월 17일에 확인함.
105. ↑  Greenall, Robert (2023년 10월 17일). “Ukraine 'destroys Russian helicopters in Berdyansk and Luhansk'”. 《BBC》. 2023년 10월 20일에 원본 문서에서 보존된 문서. 2023년 10월 17일에 확인함.
106. ↑  Spirlet, Thibault. “Russia has activated a sleeper network of spies in Ukraine to try to exploit internal divisions, Ukrainian official says”. 《비즈니스 인사이더》. 2023년 11월 27일에 원본 문서에서 보존된 문서. 2023년 11월 28일에 확인함.
107. ↑  “Russia activates 'sleeper' spies network in Ukraine, says Danilov”. 《뉴 보이스 오브 우크라이나》. 2023년 11월 27일에 원본 문서에서 보존된 문서. 2023년 11월 28일에 확인함.
108. ↑  “'A large part of the Ukrainian counteroffensive hasn't been put into action yet'”. 《France 24》. 2023년 6월 13일.
109. ↑  “No breakthrough yet in Ukraine's counteroffensive”. 《Politico》. August 2023.
110. ↑  Bailey, Riley; Evans, Angelica; Wolkov, Nicole; Hird, Karolina; Clark, Mason. “Russian Offensive Campaign Assessment, September 10, 2023”. 《Institute for the Study of War》 (영어). 2023년 9월 11일에 확인함.
111. ↑  Cole, Michael (2023년 9월 1일). “Intelligence chief: Ukraine has put Russian troops under pressure in south”. 《ERR》. 2023년 9월 4일에 확인함.
112. ↑  Voichuk, Iryna (2023년 9월 1일). “ISW: Ukrainian forces advance on two sectors of the front”. 《Euromaidanpress》 (미국 영어). 2023년 9월 4일에 확인함.

### 참고 문헌 및 자료
- Borshchevskaya, Anna (2022). Putin's War in Syria. 50 Bedford Square, London, WC1B 3DP, UK: I. B. Tauris.
- D'Anieri, Paul (2019년 10월 31일). 《Ukraine and Russia: From Civilized Divorce to Uncivil War》. Cambridge University Press. ISBN 978-1-108-48609-5 – Google Books 경유.
- Harding, Luke. Invasion: The Inside Story of Russia's Bloody War and Ukraine's Fight for Survival. 2022. Vintage Press.
- Marples, David R., 편집. (2022). 《The War in Ukraine's Donbas: Origins, Contexts, and the Future》. Central European University Press. ISBN 978-9633865972.
- Menon, Rajan; Rumer, Eugene B. (2015년 2월 6일). 《Conflict in Ukraine: The Unwinding of the Post–Cold War Order》. MIT Press. ISBN 978-0-262-53629-5. OCLC 1029335958 – Google Books 경유.
- “The Cost of War to Ukraine”. 《The Royal United Services Institute for Defence and Security Studies》. Royal United Services Institute. 2023년 10월 8일에 확인함.
- Schwirtz, Michael; Troianovski, Anton; Al-Hlou, Yousur; Froliak, Masha; Entous, Adam; Gibbons-Neff, Thomas (2022년 12월 16일). “Putin's War: The Inside Story of a Catastrophe”. 《The New York Times》.
- Smith, Christopher M. (2022년 3월 15일). 《Ukraine's Revolt, Russia's Revenge》. Brookings Institution Press. ISBN 978-0-8157-3925-8. OCLC 1287616684 – Google Books 경유.
- Watling, Jack; Reynolds, Nick (2022년 4월 22일). Operation Z: The Death Throes of an Imperial Delusion (PDF) (보고서). Royal United Services Institute.
- Wood, Elizabeth A.; Pomeranz, William E.; Merry, E. Wayne; Trudolyubov, Maxim (2015년 12월 15일). 《Roots of Russia's War in Ukraine》. Columbia University Press. ISBN 978-0-231-80138-6. OCLC 1008637056 – Google Books 경유.